# Архиепархия Палмаса
 Архиепархия Палмаса  (лат. Archidioecesis Palmensis in Brasilia) — архиепархия Римско-Католической церкви с центром в городе Палмас, Бразилия. В митрополию Палмаса входят епархии Мирасема-ду-Токантинса, Порту-Насиунала, Токантинополиса, территориальная прелатура Кристаландии. кафедральным собором архиепархии Палмаса является собор святого Иосифа.

## История
27 марта 1996 года Римский папа Иоанн Павел II выпустил буллу «Maiori spirituali bono», которой учредил архиепархию Палмаса, выделив её из епархий Мирасема-ду-Токантинса и Порту-Насиунала.

## Ординарии архиепархии
- архиепископ Alberto Taveira Corrêa (27.03.1996 — 30.12.2009) — назначен архиепископом Белен-до-Пара;
- архиепархия Pedro Brito Guimarães (20.10.2010 — по настоящее время).

## Источник
- Annuario Pontificio, Ватикан, 2007
- Булла Maiori spirituali bono Архивная копия от 17 мая 2014 на Wayback Machine  (лат.)